# Hauser (Idaho)
Pour les articles homonymes, voir Hauser.
Hauser est une ville américaine située dans le comté de Kootenai en Idaho.

## Démographie
| 1950 | 1960 | 1970 | 1980 | 1990 | 2000 |
| ---- | ---- | ---- | ---- | ---- | ---- |
| 70   | 127  | 349  | 305  | 380  | 668  |

| 2010 | - | - | - | - | - |
| ---- | - | - | - | - | - |
| 678  | - | - | - | - | - |

Selon le recensement de 2010, Hauser compte 678 habitants. La municipalité s'étend alors sur 0,94 mille carré (2,43 km2).